# Villiers-le-Sec (Haute-Marne)
Villiers-le-Sec ist eine französische Gemeinde mit 739 Einwohnern (Stand 1. Januar 2022) im Département Haute-Marne in der Region Grand Est (vor 2016 Champagne-Ardenne). Sie gehört zum Arrondissement Chaumont und zum Kanton Chaumont-2. Die Einwohner werden Villiers-le-Secois und Villiers-le-Secoises genannt.

## Geographie
Villiers-le-Sec liegt etwa sechs Kilometer westlich des Stadtzentrums von Chaumont. Umgeben wird Villiers-le-Sec von den Nachbargemeinden Euffigneix im Norden und Nordwesten, Jonchery im Norden und Nordosten, Chaumont im Osten und Südosten, Semoutiers-Montsaon im Süden sowie Buxières-lès-Villiers im Westen.

## Bevölkerungsentwicklung
| Jahr                       | 1962 | 1968 | 1975 | 1982 | 1990 | 1999 | 2006 | 2011 | 2019 |
| Einwohner                  | 447  | 413  | 419  | 517  | 573  | 559  | 558  | 713  | 714  |
| Quellen: Cassini und INSEE |      |      |      |      |      |      |      |      |      |

## Sehenswürdigkeiten
- Kirche Saint-Savinien aus dem 13. Jahrhundert, Chor und mit Fresken verzierte Wände seit 1928 als Monument historique eingeschrieben
- Kapelle de l’Ange-Gardien

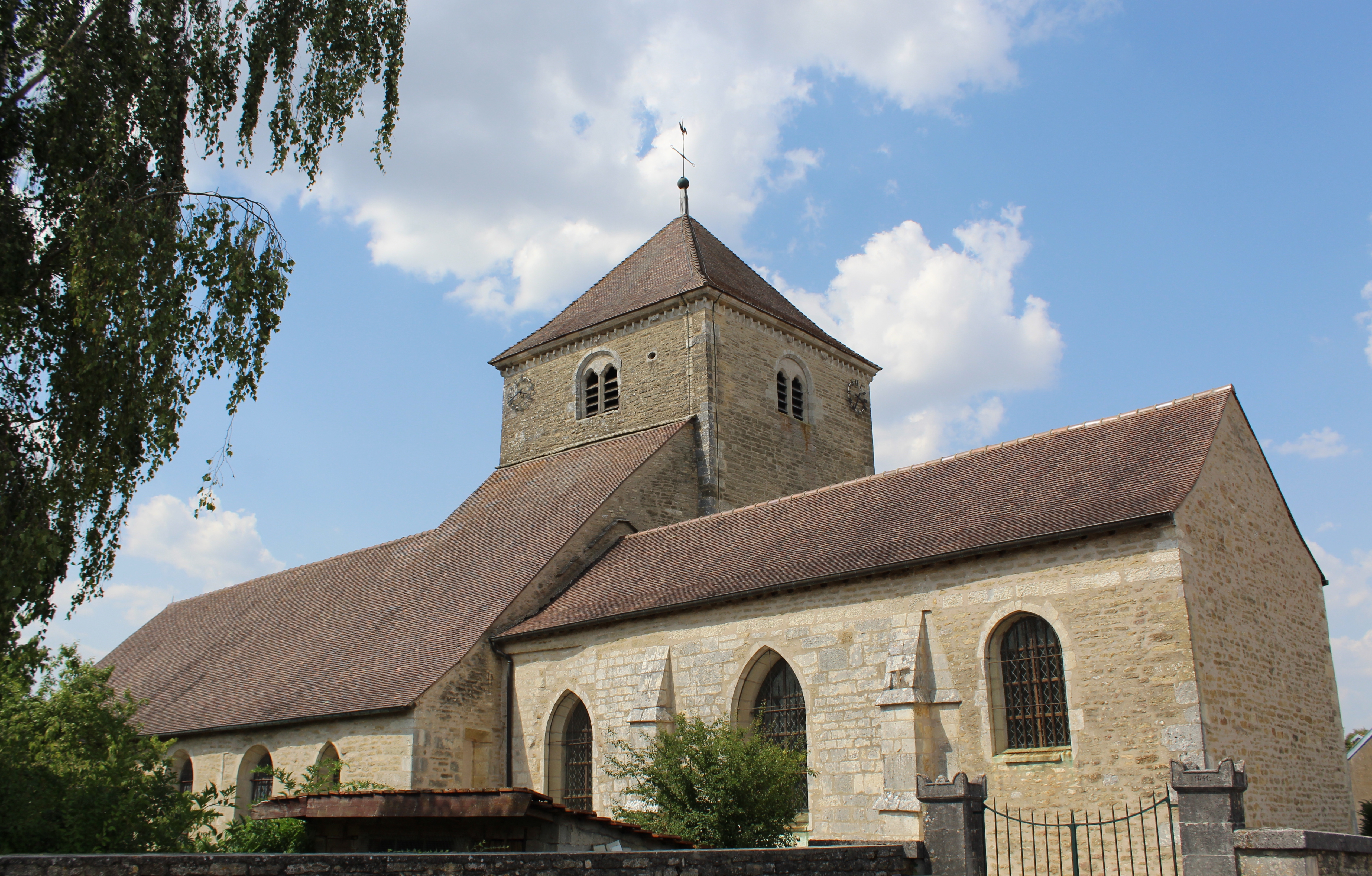
Kirche Saint-Savinien
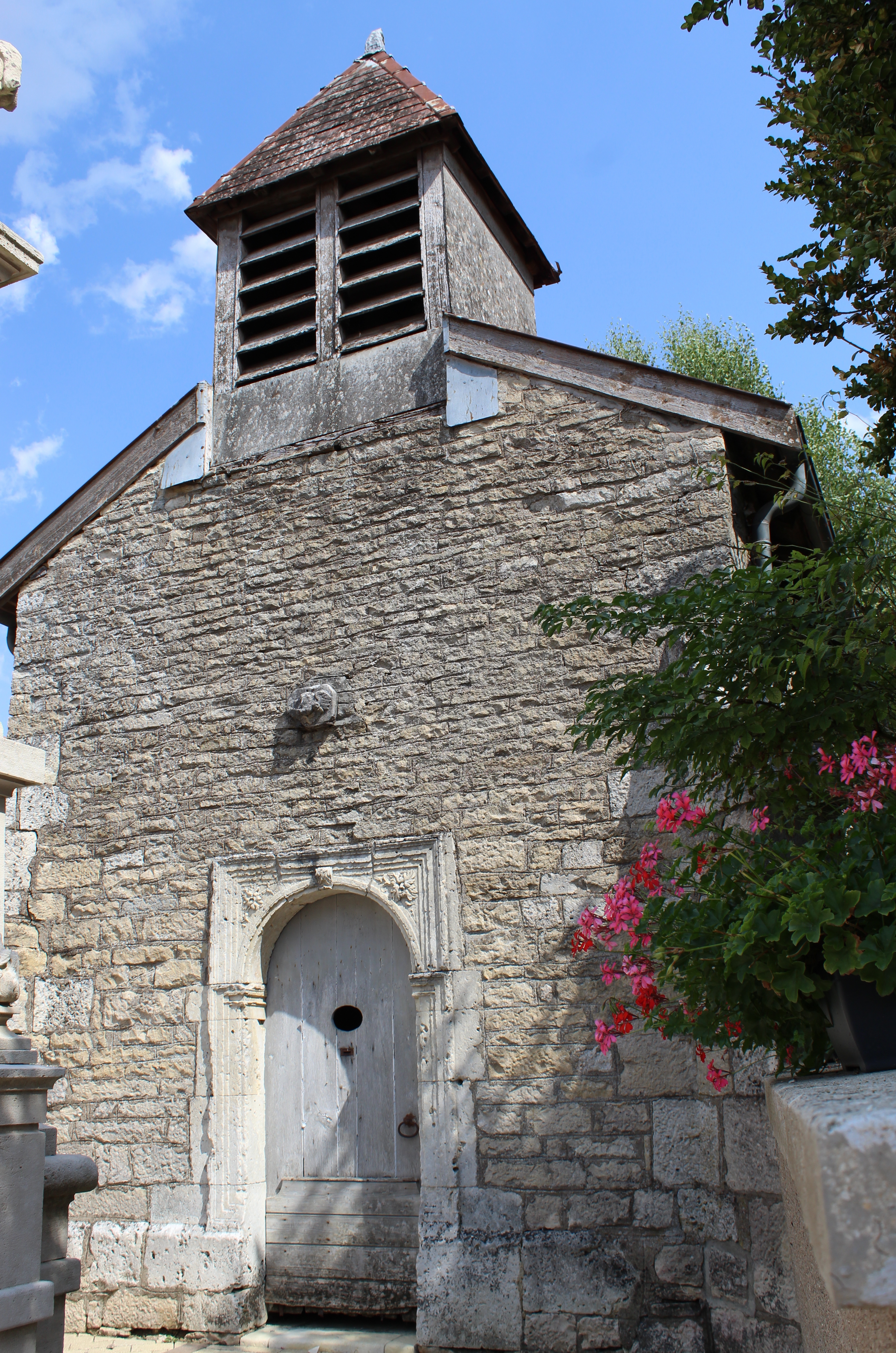
Kapelle de l'Ange-Gardien